# 環球印館
環球印館控股有限公司，簡稱環球印館控股和環球印館（英語：Universe Printshop Holdings Limited，港交所：8448），在2001年，由主席周文強，在總部香港成立「星達製版有限公司」和2003年成立「環球印刷有限公司」，業務在香港經營柯式印刷、噴墨印刷及原色數碼印刷的印刷服務。
股份在2018年3月28日於港交所創業板上市。招股定價為0.24港元，發行新股為2.25億股，集資額為5400萬港元，用作購買一台五色柯式印刷機購買價的部分支付款項，以提升產能；購買一台混合印刷機購買價的部分支付款項，以提升生產力；擴大店舖網絡的資金，除現有22間店舖外，增設七間店舖；和提升資訊科技系統。

## 連結
- uprintshop.hk （页面存档备份，存于）